# Ínia (Rússia)
|  | No s'ha de confondre amb Inia. |

Ínia (en rus: Иня) és un poble de la república de l'Altai, a Rússia, que el 2016 tenia 730 habitants, pertany al districte d'Ongudai.